# Thu hải đường lá thầu dầu
Thu hải đường lá cần dại hay thu hải đường lá thầu dầu (danh pháp: Begonia heracleifolia) là một loài thực vật có hoa trong họ Thu hải đường. Loài này được Cham. & Schltdl. miêu tả khoa học đầu tiên năm 1830.

## Hình ảnh

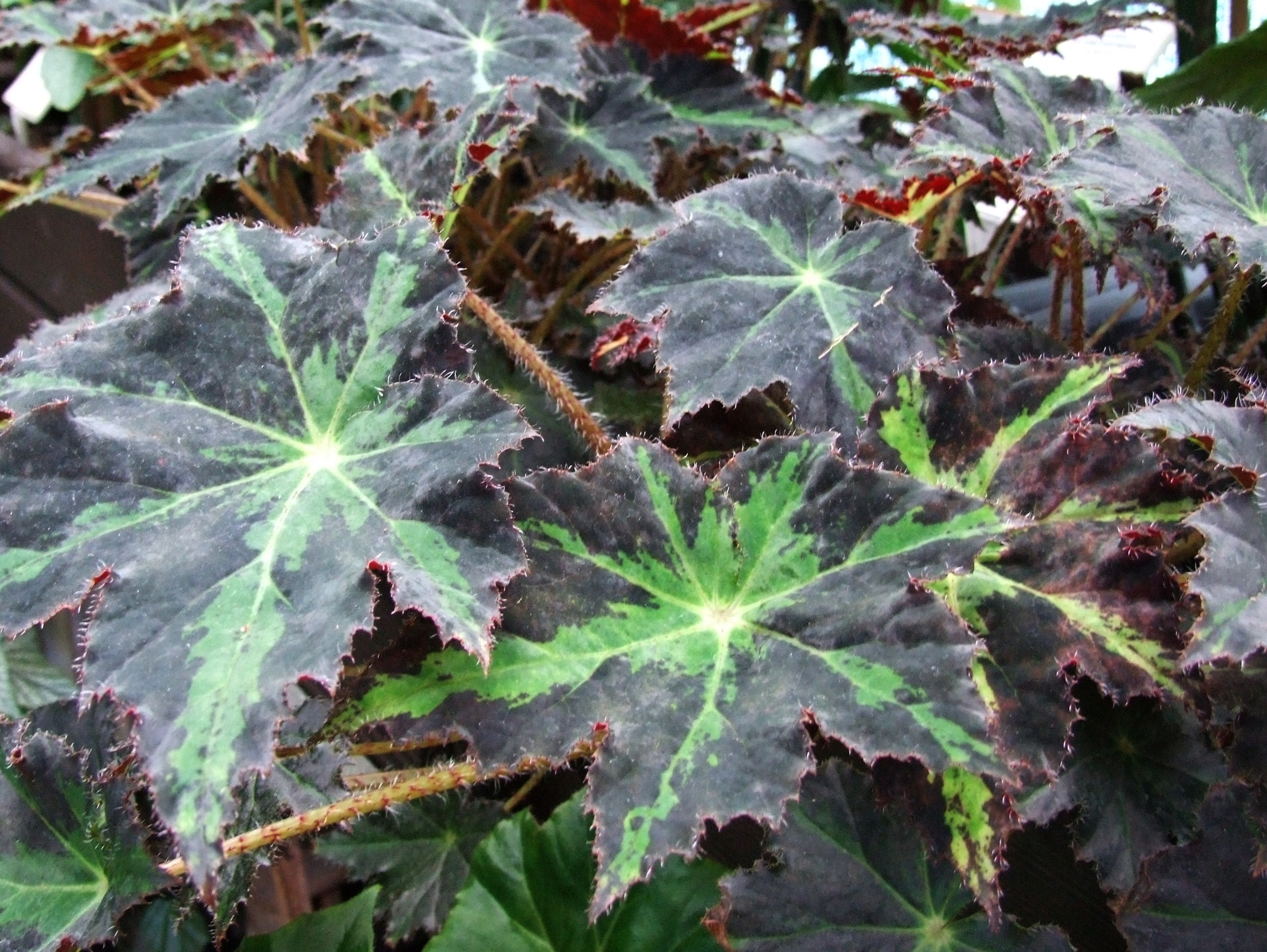
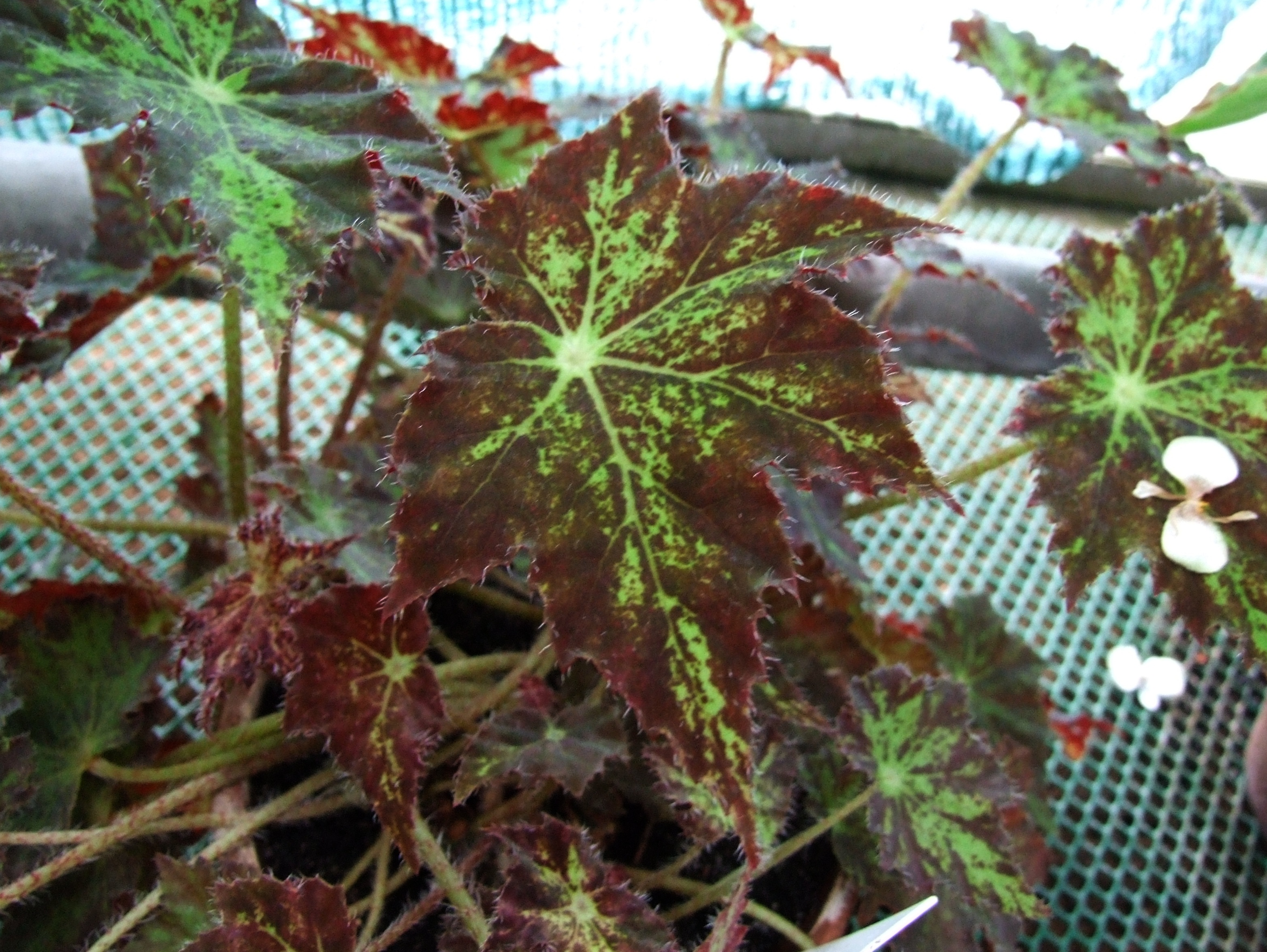
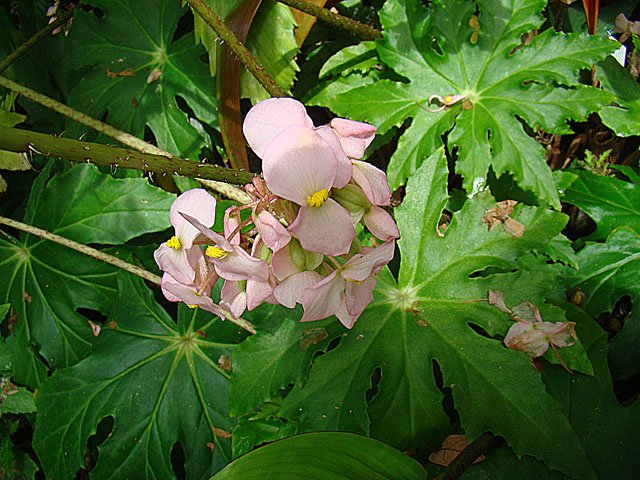
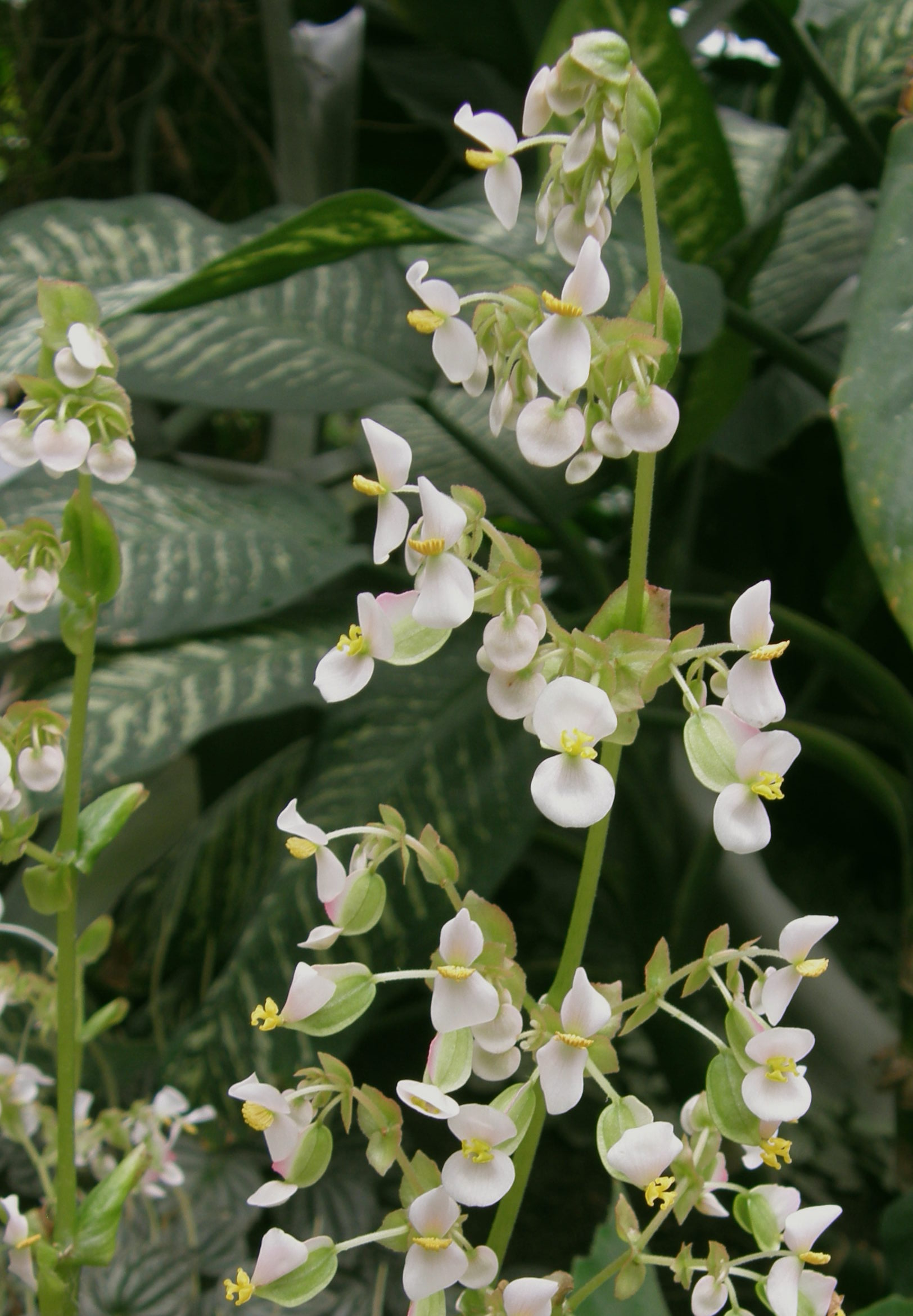